# Philémon Cimon
 (février 2021).
La mise en forme du texte ne suit pas les recommandations de Wikipédia : il faut le « wikifier ».
Les points d'amélioration suivants sont les cas les plus fréquents. Le détail des points à revoir est peut-être précisé sur la page de discussion.
- Les titres sont pré-formatés par le logiciel. Ils ne sont ni en capitales, ni en gras.
- Le texte ne doit pas être écrit en capitales (les noms de famille non plus), ni en gras, ni en italique, ni en « petit »…
- Le gras n'est utilisé que pour surligner le titre de l'article dans l'introduction, une seule fois.
- L'italique est rarement utilisé : mots en langue étrangère, titres d'œuvres, noms de bateaux, etc.
- Les citations ne sont pas en italique mais en corps de texte normal. Elles sont entourées par des guillemets français : « et ».
- Les listes à puces sont à éviter, des paragraphes rédigés étant largement préférés. Les tableaux sont à réserver à la présentation de données structurées (résultats, etc.).
- Les appels de note de bas de page (petits chiffres en exposant, introduits par l'outil «  Source ») sont à placer entre la fin de phrase et le point final[comme ça].
- Les liens internes (vers d'autres articles de Wikipédia) sont à choisir avec parcimonie. Créez des liens vers des articles approfondissant le sujet. Les termes génériques sans rapport avec le sujet sont à éviter, ainsi que les répétitions de liens vers un même terme.
- Les liens externes sont à placer uniquement dans une section « Liens externes », à la fin de l'article. Ces liens sont à choisir avec parcimonie suivant les règles définies. Si un lien sert de source à l'article, son insertion dans le texte est à faire par les notes de bas de page.
- La présentation des références doit suivre les conventions bibliographiques. Il est recommandé d'utiliser les modèles {{Ouvrage}}, {{Chapitre}}, {{Article}}, {{Lien web}} et/ou {{Bibliographie}}. Le mode d'édition visuel peut mettre en forme automatiquement les références.
- Insérer une infobox (cadre d'informations à droite) n'est pas obligatoire pour parachever la mise en page.

Pour une aide détaillée, merci de consulter Aide:Wikification.
Si vous pensez que ces points ont été résolus, vous pouvez retirer ce bandeau et améliorer la mise en forme d'un autre article.
Philémon Bergeron-Langlois, de son vrai nom, Philémon Cimon, est un auteur-compositeur-interprète québécois.

## Biographie
En 2008, Philémon Cimon sort le mini-album EP 2008 (2008) sous le nom de Philémon Chante. Ensuite, en 2010, il sort Les Sessions cubaines (2010). Son premier album en tant que Philémon Cimon, L'Été, sort en 2014. Il sort Les femmes comme des montagnes l'année suivante, suivi de l'EP de quatre chansons Psychanalysez-vous avec Philémon Cimon en 2016.
Il a été nommé à deux reprises au Prix de la chanson SOCAN : il reçoit en 2014 une nomination pour sa chanson Soleil blanc, présente dans L'Été (2014), et en 2019 pour Ça va ça va, interprétée par Lou-Adriane Cassidy.
Pays, son quatrième album long, est sorti en 2019. L'album est inspiré de ses expériences d'enfance en visite chez sa grand-mère dans la région de Charlevoix au Québec et a été enregistré sur bande quatre pistes dans l'église de Saint-Joseph-de-la-Rive. Le film documentaire de Pierre Perrault Pour la suite du monde a eu une influence importante sur le processus d'écriture de cet album.
Il a sorti l'EP Philédouche en 2020.
Au début la pandémie de Covid-19, en 2020, il travaille comme aide de service dans un centre d'hébergement de soins de longue durée. Selon La Presse.ca, cette confrontation avec son rapport à la mort accélère sa transformation débutée avec l'album Pays, où il commence à abandonner sa posture de « dandy ironique ». Il sort l'album L’amour en 2021, qui a eu pour source d'inspiration première la mort de George Floyd et celle de Joyce Echaquan. Il s'inspire également des dénonciations d’inconduite sexuelle dans le milieu de la musique, et il aborde le thème des violences, parfois peu visibles, dans les relations entre les hommes et les femmes,.
Le 18 octobre 2024, l'artiste lance son album Mon adolescence - Vol. 1-2 (14 à 19 ans / 20 à 22 ans) regroupant des chansons que l'artiste n'avait jamais rendu disponibles dans ses albums précédents.

## Discographie
- EP 2008 (2008)
- Les Sessions cubaines (2010)
- L'Été (2014)
- Les femmes comme des montagnes (2015)
- Psychanalysez-vous avec Philémon Cimon (2016)
- Pays (2019)
- Philédouche (2020)
- L'amour (2021)
- 8 chansons pour enfants et 2 rêves (2023)
- Mon adolescence, Vol. 1-2 (14 à 19 ans / 20 à 22 ans) (2024)

## Filmographie
- Philémon Chante Habana (2012)